# Augustyn Łosiński
Augustyn Łosiński (ur. 27 grudnia 1866?/8 stycznia 1867 w Krzywniszkach koło Mohylewa, zm. 30 kwietnia 1937) – polski duchowny rzymskokatolicki, biskup diecezjalny kielecki w latach 1910–1937.

## Życiorys
Gimnazjum ukończył w Dyneburgu. Uczęszczał do seminarium w Petersburgu i podjął studia w tamtejszej Cesarskiej Rzymskokatolickiej Akademii Duchownej. 24 kwietnia 1892 przyjął w Petersburgu święcenia kapłańskie.
Był profesorem, ojcem duchownym i rektorem seminarium duchownego oraz kanonikiem kapituły katedralnej w Petersburgu.
7 kwietnia 1910 został mianowany biskupem diecezjalnym diecezji kieleckiej. Sakrę biskupią przyjął 5 czerwca 1910 w Petersburgu z rąk bp. Stefana Denisewicza, a ingres do katedry kieleckiej odbył 29 czerwca 1910. Ustanowił nowy podział administracyjny diecezji, erygował wiele nowych parafii, w 1924 reaktywował kolegiatę w Wiślicy. Erygował muzeum, założył „Przegląd Diecezjalny”, w 1927 przeprowadził w Kielcach I synod diecezjalny. Wspierał działalność wydawniczą, szkolnictwo katolickie i działalność charytatywną. Za jego rządów w 1925 diecezja została włączona do metropolii krakowskiej.
Przeciwnik ruchu ludowego, szczególnie ostro zwalczał zaraniarzy. W poglądach politycznych reprezentował zdecydowany konserwatyzm. Sympatyk Narodowej Demokracji. Po 1918 był zdecydowanym przeciwnikiem Józefa Piłsudskiego. Jego postawa po śmierci Piłsudskiego stała się przyczyną ostrego konfliktu między państwem polskim a Stolicą Apostolską. Nie wywiesił wtedy flag żałobnych, a tylko flagi państwowe bez oznak żałoby, a także odmówił żądaniu władz bicia w dzwony kościelne. Wówczas członkowie Związku Legionistów i innych organizacji prorządowych weszli samowolnie na dzwonnicę katedry i zaczęli bić w dzwony. Biskup wysłał ludzi, którzy usiłowali temu przeszkodzić, ale bezskutecznie, po czym doszło do zamieszek. Podburzony tłum usiłował wedrzeć się do rezydencji biskupa, co zostało udaremnione dzięki interwencji policji. W maju 1935 minister Józef Beck zażądał od papieża Piusa XI odwołania Łosińskiego. Konflikt zakończył się dopiero wraz ze śmiercią biskupa.
Konsekrował biskupa pomocniczego kieleckiego Franciszka Sonika (1936). Był współkonsekratorem w czasie sakry biskupa pomocniczego łuckiego i żytomierskiego Longina Żarnowieckiego (1910), biskupów sandomierskich: diecezjalnego Mariana Józefa Ryxa (1910) i pomocniczego Pawła Kubickiego (1918) oraz biskupa diecezjalnego częstochowskiego Teodora Kubiny (1926).
Pochowany został w krypcie kieleckiej bazyliki.